# Сімоне Джаннеллі
Сімоне Джаннеллі (італ. Simone Giannelli, нар. 9 серпня 1996) — італійський волейболіст, гравець італійського клубу «Сір Сафети Суса» із Перуджі та національної збірної. Грає на позиції пасувальника (зв'язуючого).
Срібний призер Олімпійських ігор 2016 року. Капітан збірної Італії, яка виграла Євро-2021 та першість світу 2022 (найкращий гравець цієї першости). Із сезону 2021/22 — одноклубник капітана національної збірної України Олега Плотницького.
Найкращий гравець першостей світу 2022 та Європи 2021.

## Життєпис
Народився 9 серпня 1996 року в м. Больцано.
Із сезону 2012—2013 до завершення сезону 2020—2021 грав у клубі з Тренто, який кілька разів змінював назви («Ітас Діатек Трентіно», «Діатек Трентіно», «Енерджи Т. І. Діатек Трентіно», «Ітас Трентіно»). Із сезону 2021/22 — гравець клубу «Сір Сафети Конад» із Перуджі, одноклубник капітана національної збірної України Олега Плотницького.

### Виступи на Олімпіадах
| Олімпіада           | Дисципліна | Місце |
| ------------------- | ---------- | ----- |
| Ріо-де-Жанейро 2016 | волейбол   | 2     |

### Досягнення
Зі збірною
- переможець першости світу 2022
- чемпіон Європи 2021

Клубні
- Чемпіон світу 2018, 2022
- Чемпіон Італії: 2013, 2015
- Володар Кубка ЄКВ 2019

Особисті
- Найкращий гравець світової першости 2022[джерело?].